# 陳孝意
陳孝意（ちん こうい、生年不詳 - 617年）は、隋代の人物。本貫は河東郡。

## 経歴
大業初年、魯郡司法書佐となり、清廉公平なことで知られた。蘇威が納言となると、孝意は侍御史に引き立てられた。後に父が死去すると、服喪のために辞職した。服喪の期間を終えると、雁門郡丞に任じられ、官吏の汚職を摘発した。
617年（大業13年）、劉武周が挙兵して、馬邑郡太守の王仁恭を殺して自立した。孝意は武賁郎将の王智弁とともに兵を率いて劉武周を攻撃し、下館城で戦ったが敗北した。雁門郡に逃げ帰ると、前郡丞の楊長仁や雁門県令の王確のように劉武周に帰順しようとする者たちもあらわれた。孝意がかれらの一家を族滅したため、郡中は慄然として劉武周につくのをためらった。劉武周が雁門郡に侵攻してくると、孝意は郡城に立てこもって抗戦した。外部からの救援はなく、江都に窮状を知らせようとしたが、道路は遮断されて報告は届かなかった。包囲されること100日あまり、城の食糧が尽きて、孝意は校尉の張倫に殺害され、雁門郡は劉武周に降伏した。

## 逸話
- 魯郡太守の蘇威がある囚人を処刑しようとしたため、司法書佐であった孝意は再三にわたって強く諫めた。蘇威が聞き入れなかったため、孝意は衣を脱いで、先に自分を死刑にするよう求めた。蘇威は処刑を取りやめ、孝意に陳謝した。
- 父の服喪にあたって、孝意のふるまいは礼の規定を越えていた。白鹿がかれの廬に近づいてきたため、当時の人は孝意の孝情に感応したものとみなした。服喪の期間を終えても、雁門郡において菜食で潔斎し、骨の立つほど痩せ細った。朝に夕に哀哭し、声をあげては卒倒した。

## 伝記資料
- 『隋書』巻71 列伝第36
- 『北史』巻85 列伝第73